# Horaninovia ulicina
Horaninovia ulicina là loài thực vật có hoa thuộc họ Dền. Loài này được Fisch. & C.A. Mey. mô tả khoa học đầu tiên năm 1841.